# Орден Франца Йосифа
Орден Франца Йосифа (Австрійський Орден Франца Йосифа; нім. Öesterreichischer Franz Joseph-Orden) — нагорода, яка вручалась за бездоганну службу як військових, так і цивільних осіб в Австрійській, а пізніше Австро-Угорській імперії в період 1849–1918 років

## Історія заснування
Франц Йосиф I прийшов до влади в результаті революційних подій, що охопили Австрійську імперію.
Він потребував якомога більшої кількості союзників серед службовців державного апарату монархії. Одним із способів залучення таких на свою сторону було створення ордена з можливістю масового нагородження за абсолютно різні досягнення.
2 грудня 1849 року, на честь роковин своєї коронації Франц Йосиф заснував орден свого імені для нагородження як військових, так і цивільних осіб всіх станів, що відрізнилися на терені комерції, дипломатії і державного управління.

## Ступені ордена
Перші часи орден існував в трьох ступенях: Великий, Командорський та Лицарський Хрести.
У 1869 році був доданий новий ступінь: Командорський Хрест із Зіркою, що стояла вище за Командорський Хрест.
1 лютого 1901 року ще одна — Офіцерський Хрест, яка встала між Командорським та Лицарським Хрестами.
| Ступені       | Ступені                              | Ступені             | Ступені                  | Ступені          |
| ------------- | ------------------------------------ | ------------------- | ------------------------ | ---------------- |
| Великий Хрест | Командорський хрест із зіркою (1869) | Командорський хрест | Офіцерський хрест (1901) | Лицарський хрест |

## Правила носіння
Всі знаки ордену носилися на правій стороні грудей і лише Командорський Хрест — на шиї.
Низький ступінь, Лицарський Хрест, носився на трикутній колодці.
23 вересня 1908 року для вищого ступеня вводилося «Мала Відзнака», а 27 жовтня 1917 року подібні відзнаки вводилися і для інших високих ступенів ордена.

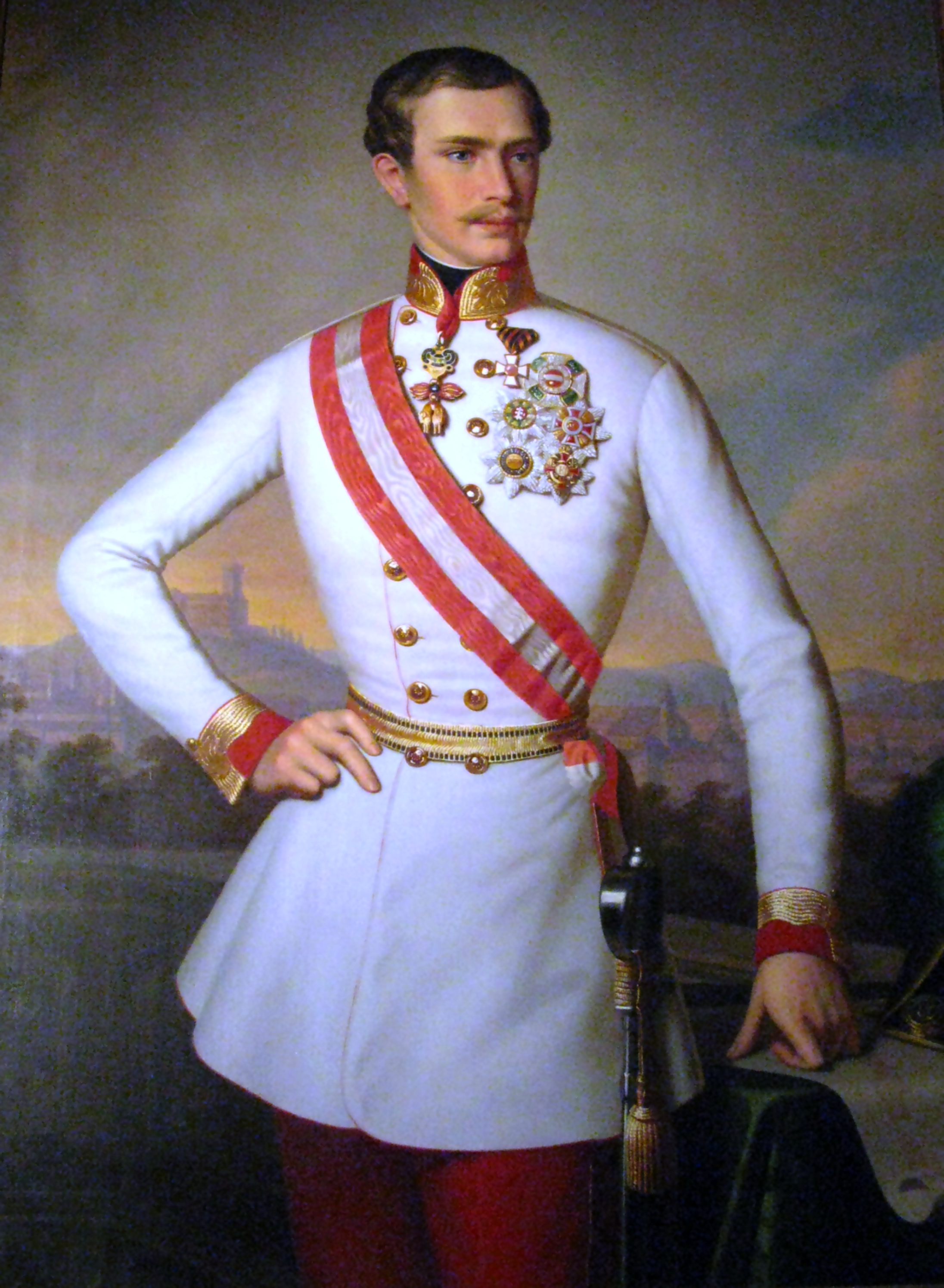
Цісар Франц Йосиф I в рік заснування ордена

## Порядок нагородження
Спочатку орденська стрічка була червоного кольору, але накази від 14 вересня та 31 грудня 1914 року проголосили про те, що військові урядовці, урядовці військово-медичної і військово-юридичної служб, а також військові ветеринари можуть нагороджуватися знаками ордена перших чотирьох ступенів на стрічці Хреста Військових Заслуг.
З серпня 1916 року це правило було поширено і на Великий Хрест.
Хоча орден Франца Йосифа, як і інші нагороди Австро-Угорщини, мав вручатися з «Військовою Відзнакою» і з «Мечами», він був швидше призначений для нагороджень за бездоганну службу в мирний час або на цивільному терені, а не за подвиги перед лицем ворога.
Центральне місце в дизайні нагороди — в його медальйоні — займає монограма правлячого цісаря «FJ».
Офіцерський Хрест по дизайну відрізнявся від інших тим, що його нижня лапа подовжена.
Розробляла орден фірма австрійського придворного ювеліра Вінсенто Майєра.